# Fasciolopsis buski
Fasciolopsis buski é uma espécie de trematódeo da família Fasciolidae. É um parasita intestinal de humanos e suínos, causando a fasciolopsíase. Ocorre na Ásia.